# Jyri Lehtonen
Pour les articles homonymes, voir Lehtonen.
Jyri Lehtonen, né le 22 décembre 1973, à Turku, en Finlande, est un joueur et entraîneur de basket-ball finlandais. Il évolue au poste d'arrière.